# Pie-grièche brune
Lanius cristatus
Espèce
Statut de conservation UICN

 LC  : Préoccupation mineure
La Pie-grièche brune (Lanius cristatus) est une espèce de passereau de la famille des Laniidae.

## Répartition

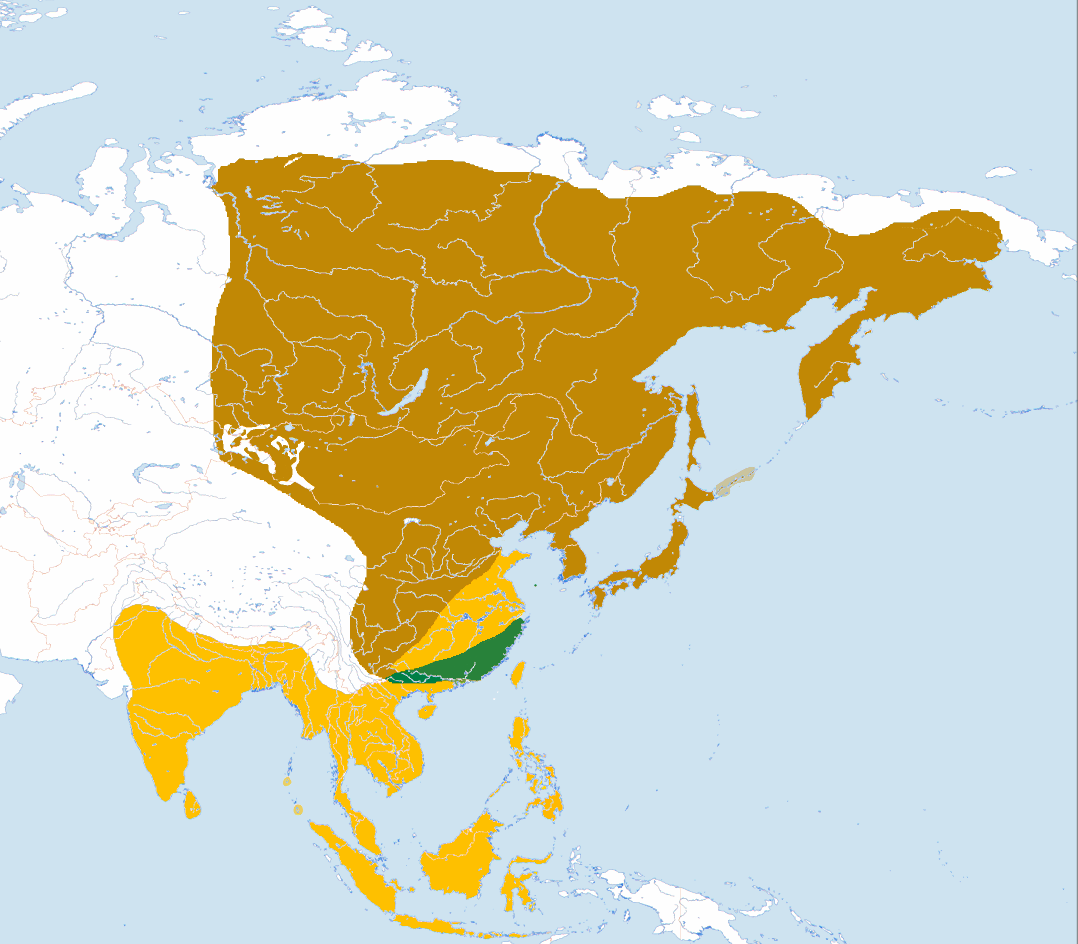
présence estivale
présence à l'année
aires d'hivernage

Cet oiseau niche dans la moitié nord de l'Asie orientale ; elle y hiverne dans la partie sud.

## Galerie

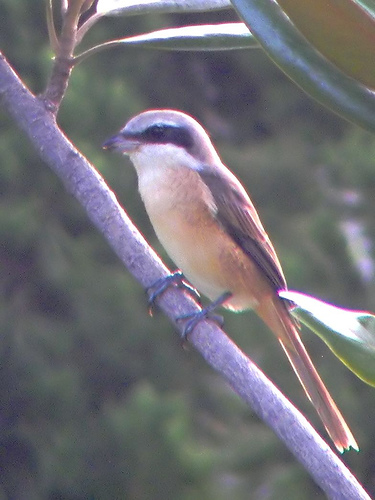
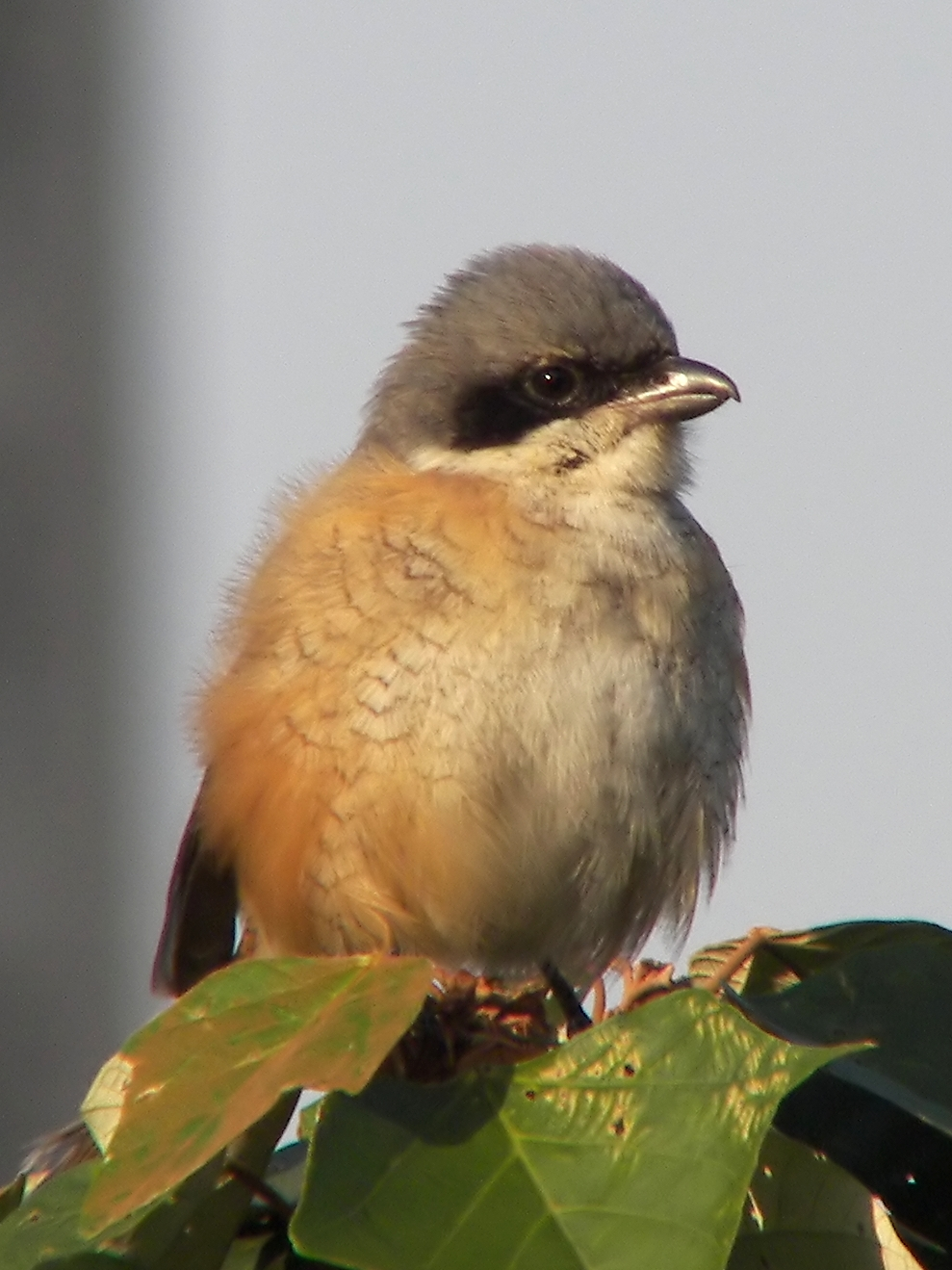
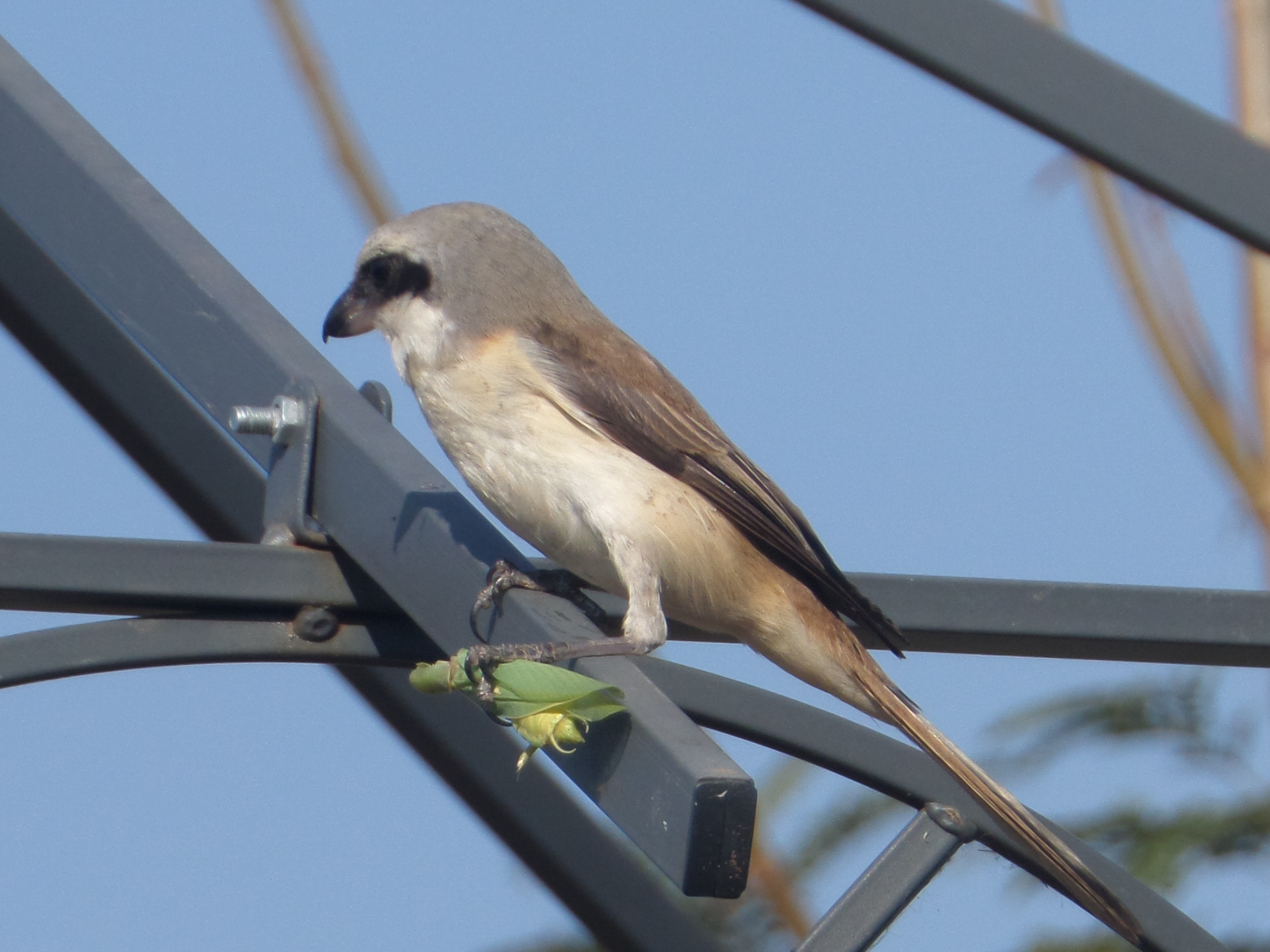
pie-grièche brune venant d'attraper une mante religieuse
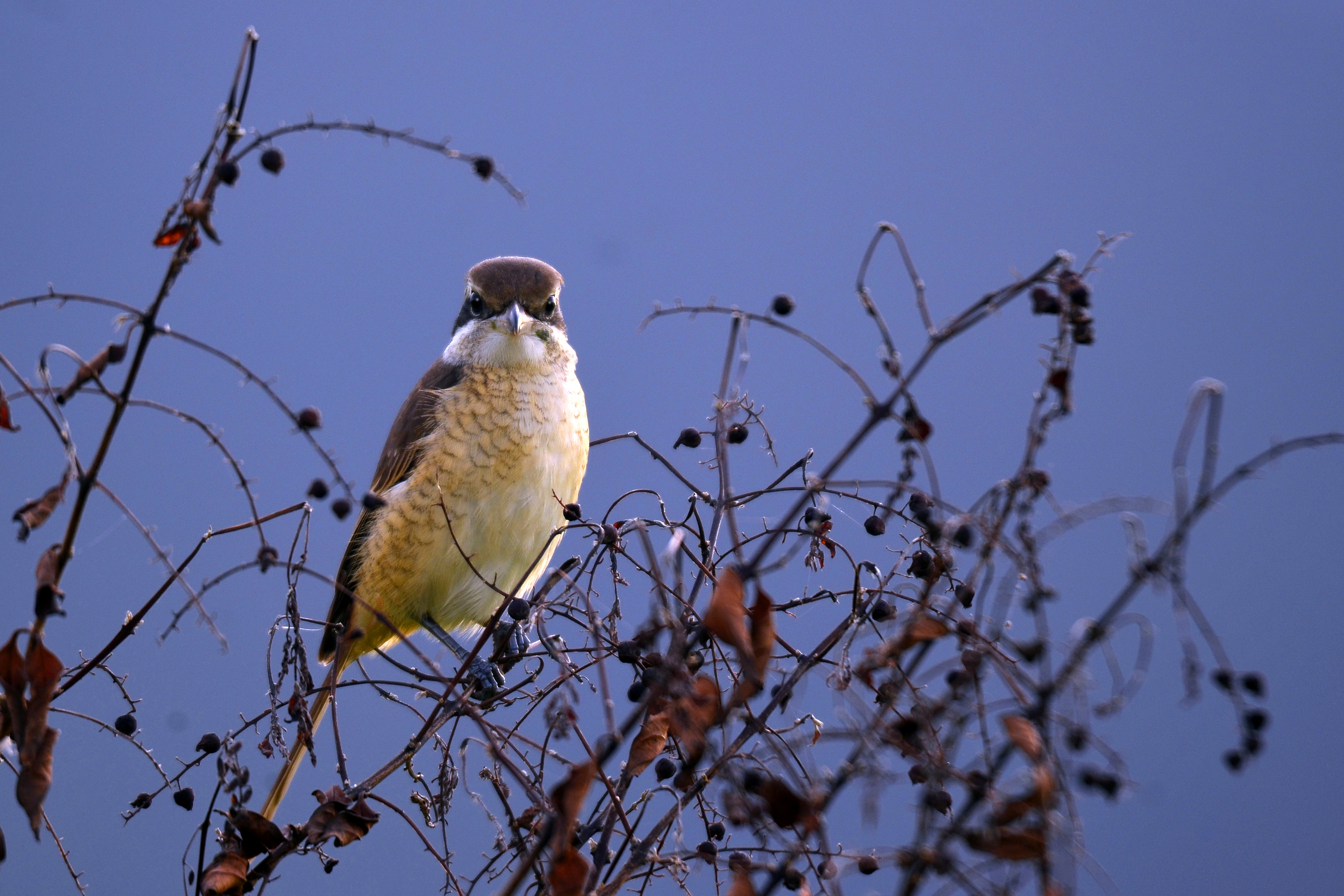
Une pie-grièche brune aux Philippines. Septembre 2017.